# 斯塔里格勒
斯塔里格勒（Stari Grad，意为“老城”）是克罗地亚达尔马提亚地区斯普利特-达尔马提亚县赫瓦尔岛北侧的一个城镇。 它是欧洲最古老的城镇之一，座落在一个狭长的海湾顶端，毗邻重要的农业区，很早之前就吸引人类在此定居。
根据2001年人口统计，斯塔里格勒有2,817人，其中1,906人住在镇内，此外还包括4个村庄。
2008年，斯塔里格勒的大部分都属于联合国教科文组织保护的世界遗产，整个城市都属于周围的缓冲地带。